# Местные координационные комитеты Сирии
Местные координационные комитеты Сирии (араб. لجان التنسيق المحلية في سوريا‎; англ. Local Coordination Committees of Syria, сокращенно LCCSyria или LCCs) — группы (комитеты) сирийских граждан, организующие выступления в поддержку оппозиции режиму Башара Асада. Комитеты поддерживают только мирные выступления и выступают против как вооруженной борьбы с правительством, так и международного вмешательства. Теоретиком формирования координационных советов в условиях Сирийской революции выступил анархист Омар Азиз, известный своей работой ноября 2011 года «Формирование местных советов». 